# Mémorial britannique de Soissons
Le Mémorial britannique de Soissons est un monument commémoratif de la Première Guerre mondiale situé sur le territoire de la commune de Soissons, dans le département de l'Aisne. Il est dédié soldats britanniques disparus pendant la Bataille de l'Aisne du 27 mai au 17 juillet 1918.

## Historique
C'est en 1923, que la Commonwealth War Graves Commission proposa l'érection d'un mémorial à la ville de Soissons à la mémoire des soldats de l'empire britannique morts en 1918 dans les combats de la Marne et de l'Aisne. Le mémorial de Soissons a été inauguré le 28 juillet 1928.

## Caractéristiques
Le monument est construit en pierre calcaire blanche les architectes Gordon H. Holt et Verner O. Rees, en ont établi les plans, Herbert Hart et Eric Kennington ont réalisé le groupe sculpté. Sur un piédestal, trois soldats britanniques sont représentés de façon hiératique, rappelant les représentations des chevaliers du Moyen Âge. Le monument est composé d'un mur en U sur les parois duquel, sont gravés les noms de 3 987 soldats de l'empire britannique disparus dans les combats. Sur les deux ailes en retour du monument a été gravée en anglais et en français cette inscription 

« Quand les armées françaises arrêtaient et repoussaient l’ennemi sur l’Aisne et la Marne de mai à juillet 1918, les 8e, 15e, 19e, 21e, 25e, 34e, 50e, 51e et 32e divisions des Armées britanniques combattaient à leurs côtés et prenaient leur part du commun sacrifice. 
Ici sont gravés les noms de 3 987 officiers et soldats de ces divisions auxquels la fortune de la guerre a refusé une sépulture connue et les honneurs rendus à leurs camarades dans la mort. »

106 soldats ont pu être identifiés depuis la date où l'inscription a été gravée

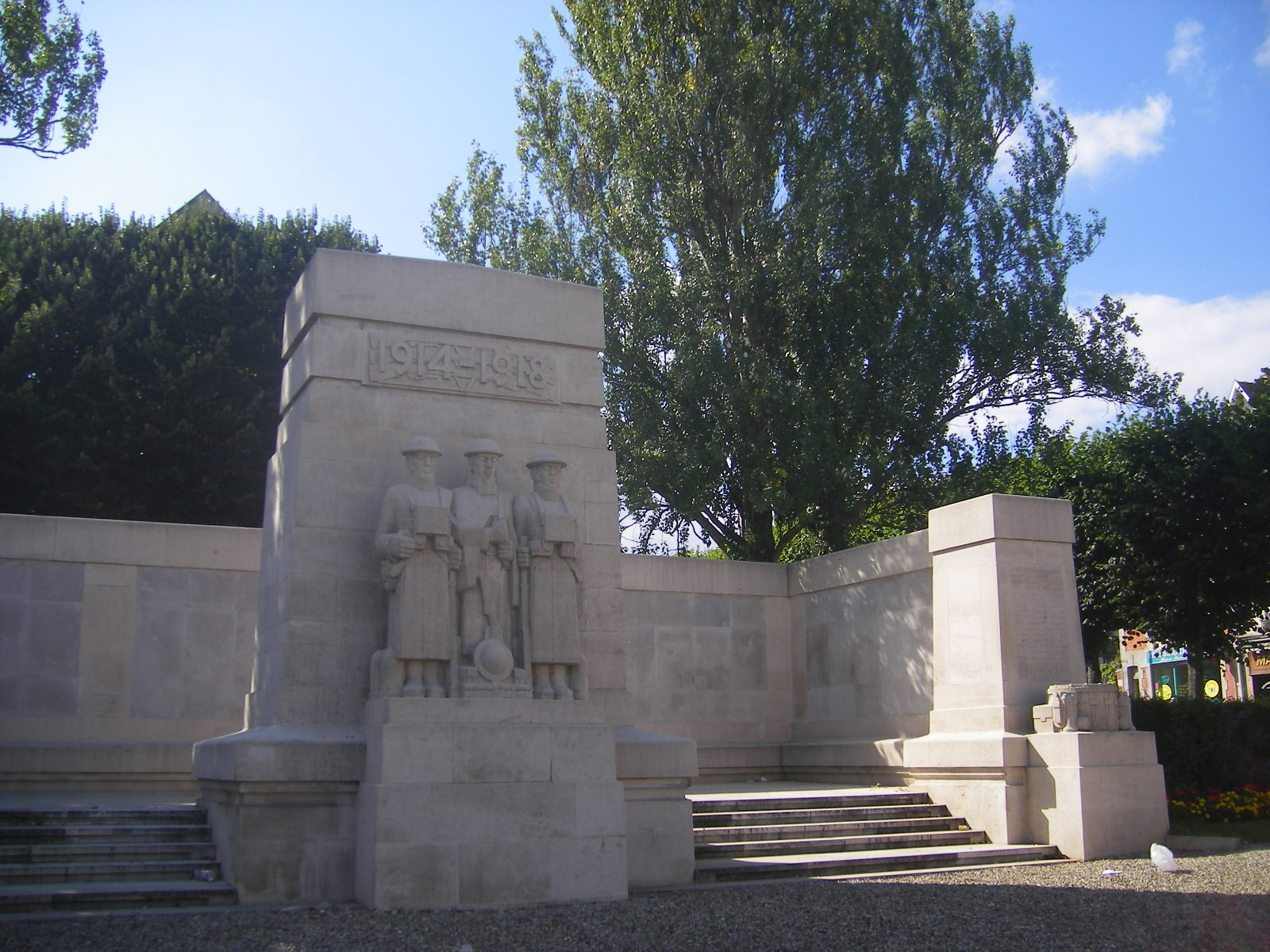
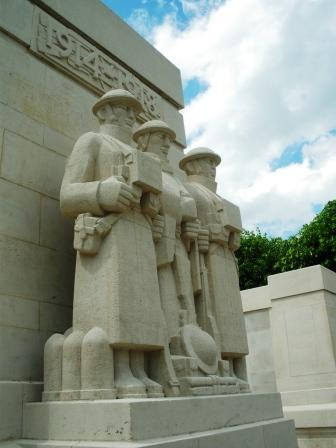
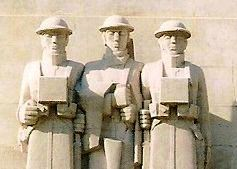